# 기능상실
기능상실(機能喪失, 라틴어: functio laesa, 영어: functio laesa)은 의학에서 기능의 상실이나 기능의 장애를 지칭하는 데 사용되는 용어이다.
갈레노스는 기능상실을 급성 염증의 5번째 징후로 발견했고, 아울루스 코르넬리우스 켈수스가 발견한 4가지 징후(발적, 발열, 부기, 통증)에 이것을 추가했다.
갈레노스가 기능상실의 발견에 기여했다는 것에 대해서는 논란의 여지가 있으며, 토머스 시드남과 루돌프 피르호가 다양하게 기여했다.

## 같이 보기
- 염증